# Cartoon Hangover
Cartoon Hangover (estilizado como Cartooи Haиgover) é um canal online da Frederator Studios, parte da iniciativa do canal original de 100 milhões de dólares, lançado em Fevereiro de 2012. A Frederator está produzindo duas séries de animação exclusivamente para a Internet: "Bravest Warriors" (em português é Bravos Guerreiros), criado pelo Pendleton Ward e "Bee and PuppyCat", criado por Natasha Allegri. Anteriormente, eles produziram Superfuckers (Em português é Super Desgraçados), criado por James Kochalka. "Bravest Warriors" estreou em 08 de novembro de 2012 e Superfuckers estreou em 30 novembro de 2012. O filme original de 10 minutos "Bee and PuppyCat" estreou em duas partes: parte um dia 11 de Julho, 2013; e parte dois, bem como o filme completo em 6 de agosto de 2013. A Frederator produziu seu quinto curta de desenho animado para Cartoon Hangover, que contará com 39 curtas dublados Too Cool! Cartoons , Cartoon Hangover, Cartoon Hangover 2 e Cartoon Hangover ESP fazem parte da Rede Frederator.

## Séries

### Bravest Warriors
Bravest Warriors é uma série americana online animada criada por Pendleton Ward e dirigido por Breehn Burns. Fred Seibert, Burns,  Will McRobb e Chris Viscardi são os produtores executivos da série. A série segue quatro guerreiros, Chris, Beth, Danny e Wallow enquanto eles viajam através do espaço, realizando vários atos de bravura. A série foi lançada no canal de YouTube do Cartoon Hangover em 8 de novembro de 2012. A série é baseada em um episódio piloto que foi ao ar como parte da Random! Cartoons sobre Nicktoons em janeiro de 2009. A série foi dublada em espanhol. A segunda temporada apresenta vários escritores convidados, incluindo Invasor Zim criado por Jhonen Vasquez, Dinosaur Comics criado por Ryan Norte e Nimona criado por Noelle Stevenson. Em fevereiro de 2013, Robert Lloyd do LA Times chamou Bravest Warriors de sua "coisa favorita no planeta ".

### Superfuckers
Superfuckers (Super Desgraçados) é uma web série animada americana criada por James Kochalka e dirigido por Fran Krause. Baseado na história em quadrinhos de mesmo nome, a série foi lançada no canal do YouTube  do Cartoon Hangover em 30 de novembro de 2012. A série também possui uma versão sem censura. 

### Hangover With Cade
Hangover With Cade (Ressaca Com Cade) é um show bi-semanal apresentado por YouTuber Cade Hiser com atualizações e preliminares sobre os próximos desenhos animados da Cartoon Hangover, mercadoria, e eventos. 

### Bee and PuppyCat
Bee and PuppyCat (Bee e PuppyCat) é uma web série animada americana criada e escrita por Natasha Allegri, e dirigido por Larry Leichliter. Fred Seibert serve como o produtor executivo da série, com os produtores Kevin Kolde e Eric Homan, bem como Allegri co-produzindo a série. A série gira em torno de Bee (dublado por Allyn Rachel), uma mulher desempregada em seus vinte anos, quando de repente ela encontra uma criatura misteriosa chamada PuppyCat (dublado pelo programa Vocaloid Oliver). Ela adota esse aparente híbrido de gato-cão, e juntos eles vão em um serviço de babá intergaláctico para pagar o aluguel mensal dela.
A série é atualmente constituída por um episódio de duas partes, que foi lançado no canal YouTube do Cartoon Hangover como dois curtas de 5 minutos como parte de Too Cool Cartoons!, Bem como um vídeo de 10 minutos que combina as duas partes. Após ganhar popularidade online, a Cartoon Hangover começou seu primeiro projeto Kickstarter para financiar episódios adicionais. O Kickstarter foi iniciado 15 de outubro de 2013, e atingiu seu objetivo nos EUA de $ 600,000 com apenas 6 dias de início; por fim, eles tinham levantado $ 872.133, ganhando nove episódios de seis minutos, da qual o primeiro iria ao ar no verão de 2014. A partir de sua data de financiamento, Bee e PuppyCat se tornou a animação mais bem sucedida Kickstarter na história, o # 4 filme / vídeo Kickstarter (apenas atrás de três projetos baseados em Hollywood), e o n º 1 Kickstarter com base em um vídeo do YouTube.

### Too Cool Cartoons!
Too Cool Cartoons! é uma antologia de banda desenhada que contará com 39 curtas. 
- Our New Electrical Morals: criados por Mike Rosenthal, dirigido por Kenny Pittenger (4 de abril de 2013)

- Rocket Dog: criado por Mel Roach (2 de maio de 2013)

- Ace Discovery: criado por Tom Gran e Martin Woolley (30 de maio de 2013)

- "Bee and PuppyCat": criado por Natasha Allegri (11 de julho de 2013; 9 de agosto de 2013)

- Doctor Lollipop: criado por Kelly Martin, dirigido por Aliki Grafft (12 de setembro de 2013)

- Dead End: criado por Hamish Steele (26 de junho de 2014)

- Chainsaw Richard: criado por Chris Reineman (17 de julho de 2014)

- Manly: criado por Jesse Moynihan e Justin Moynihan (31 de julho de 2014)

- Blackford Manor: criado por Jiwook Kim (2014)

- SpaceBear: criado por Andy Helms (2014)